# Hampstead
Hampstead (/ˈhæmpstɪd, -stɛd/) là một khu vực ở Luân Đôn, nằm cách đài kỷ niệm trên có chữ thập Charing Cross 4 dặm (6,4 km) về phía tây bắc và kéo dài từ đường A5 (Phố Roman Watling) đến Hampstead Heath, một vùng đất rộng lớn, nhiều đồi, có nhiều cây cối được chăm sóc để dùng làm công viên.
Khu vực này tạo thành phần phía tây bắc của Khu Camden của Luân Đôn, một quận ở Nội thành Luân Đôn, theo các mục đích của Bản đồ Luân Đôn được chỉ định là một phần của Trung tâm Luân Đôn.
Hampstead được biết đến với các hiệp hội trí tuệ, tự do, nghệ thuật, âm nhạc và văn học. Khu vực này có nhiều triệu phú  trong địa phận nhiều hơn bất kỳ khu vực nào khác của Vương quốc Anh.

## Lịch sử

### Phép nghiên cứu tên đất
Tên gọi Hampstead bắt nguồn từ ham và stede trong tiếng Anglo-Saxon, có nghĩa và là từ ghép của từ "homestead" (tạm dịch là "nhà đất") trong tiếng Anh Hiện đại.

### Từ 1900
Những ghi chép ban đầu về Hampstead có thể được tìm thấy trong một khoản tài trợ của Vua Ethelred the Unready cho tu viện của Thánh Peter ở Westminster (năm 986 sau Công nguyên), cũng được nhắc đến trong Sách Domesday (1086) là nằm trong hàng trăm phân khu đô thị kiểu cũ Ossulstone của Middlesex.
Sự phát triển của Hampstead thường bắt nguồn từ thế kỷ 17. Các suối nước có hàm chất sắt ở Hampstead, được gọi là Hampstead Wells, được các nhà nghiên cứu đồng tình về khoảng thời gian bắt đầu hoạt động có lẽ vào năm 1698. Những người được uỷ thác trông nom suối nước tự nhiên bắt đầu quảng cáo về khả năng chữa bệnh của nước chalybeate (nước được ngâm tẩm sắt) vào năm 1700. Mặc dù ban đầu Hampstead Wells thành công và thời thượng nhất, nhưng tiếng tăm của nơi đây đã giảm sút vào những năm 1800 do sự cạnh tranh với các spa đương thời ở London. Spa đã bị phá bỏ vào năm 1882, mặc dù một đài phun nước đã bị bỏ lại.
Hampstead bắt đầu mở rộng sau khi khai trương Đường sắt Bắc Luân Đôn vào những năm 1860 (bây giờ là mạng lưới đường sắt ngoại ô  London Overground phục vụ Luân Đôn và các vùng phụ cận với các dịch vụ chở khách do Transport for London điều hành, một tổ chức trực thuộc chính phủ có trách nhiệm quản lý toàn bộ hệ thống giao thông công cộng ở London.) và mở rộng hơn nữa sau khi Đường sắt Charing Cross, Euston & Hampstead mở cửa vào năm 1907 (nay là một phần của Luân Đôn Tuyến phía Bắc của Tàu điện ngầm Luân Đôn) và cung cấp dịch vụ vận chuyển hành khách nhanh chóng đến trung tâm Luân Đôn.
Nhiều ngôi nhà sang trọng đã được xây dựng trong những năm 1870 và 1880, trong khu vực hiện là khu chính trị của Frognal & Fitzjohns. Phần lớn nhà ở này vẫn còn cho đến ngày nay.

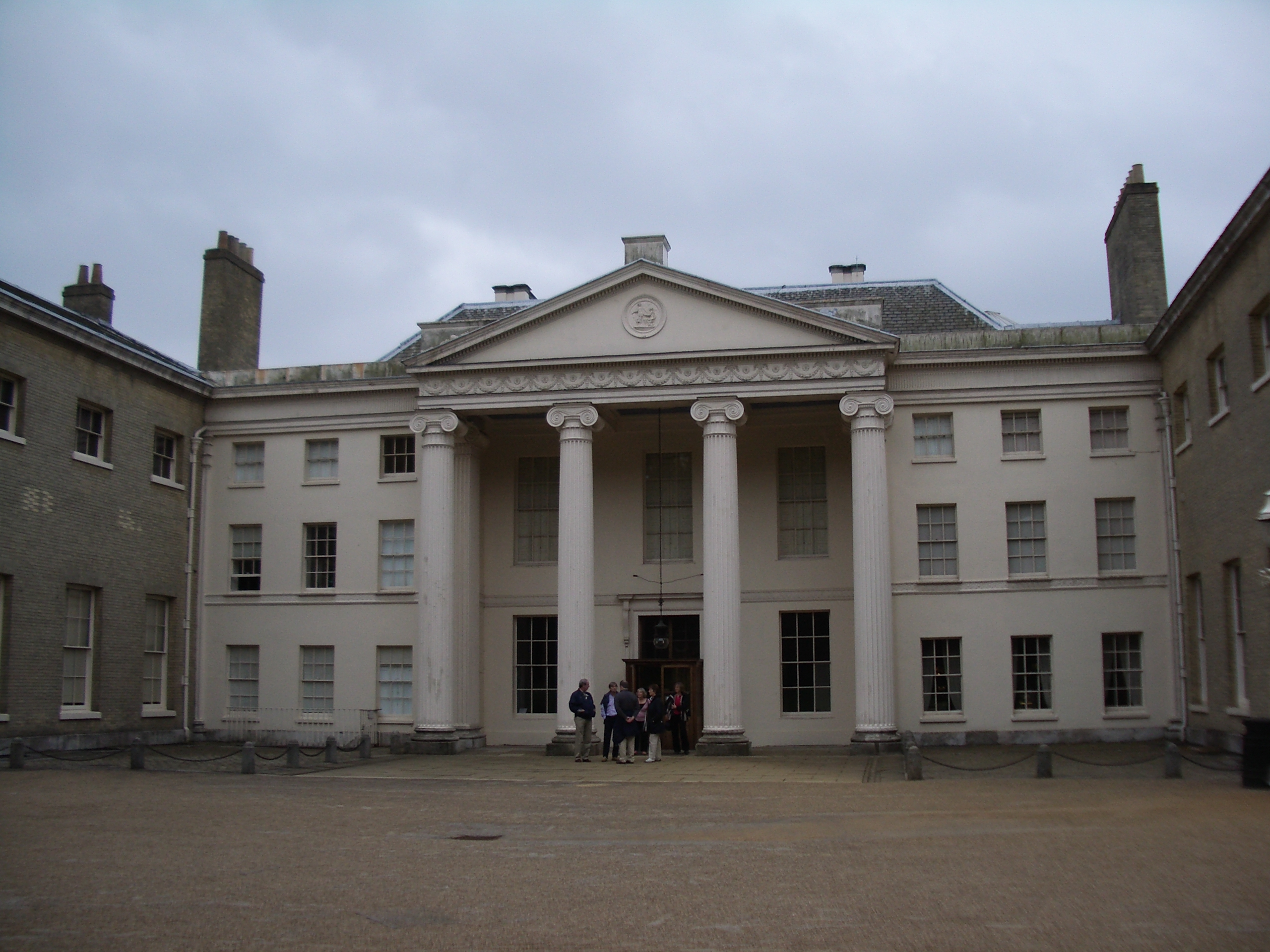
Kenwood House trước đây là một ngôi nhà trang nghiêm ở Hampstead, London, ở ranh giới phía bắc của Hampstead Heath.
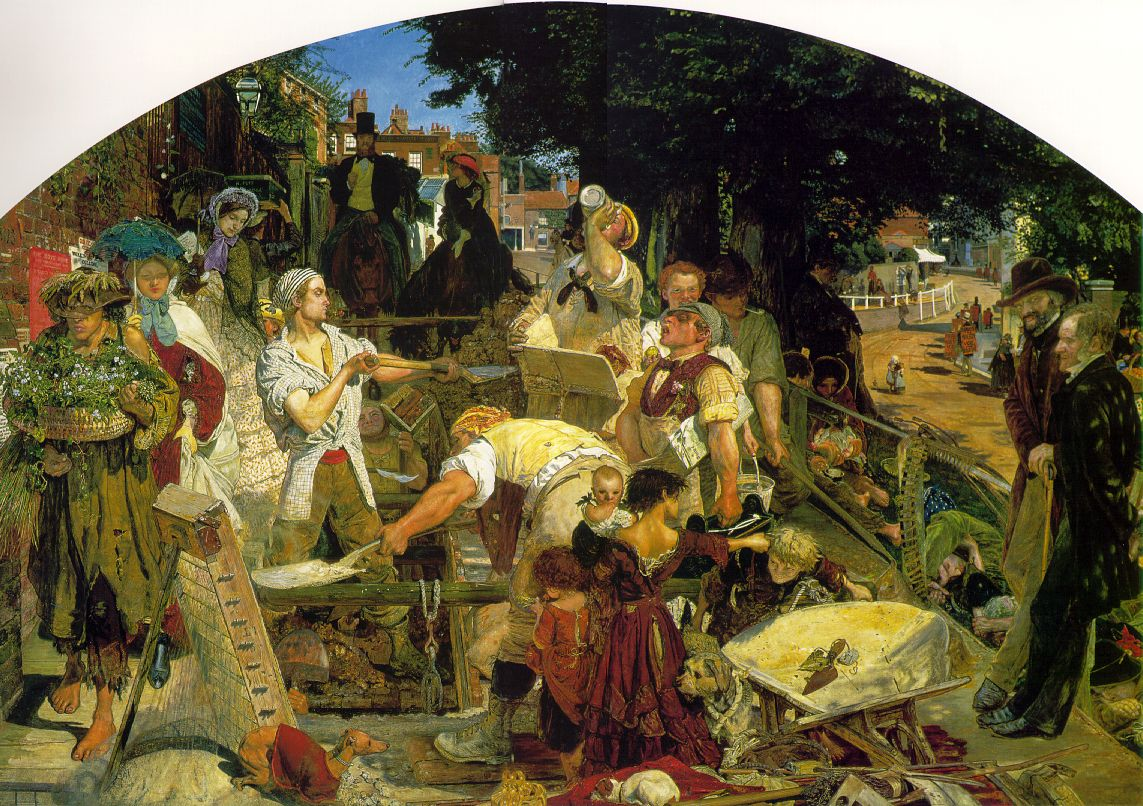
Khung cảnh đắp đường trên phố Heath ở Hampstead khoảng năm 1865, trong bức họa Work của Ford  Madox Brown
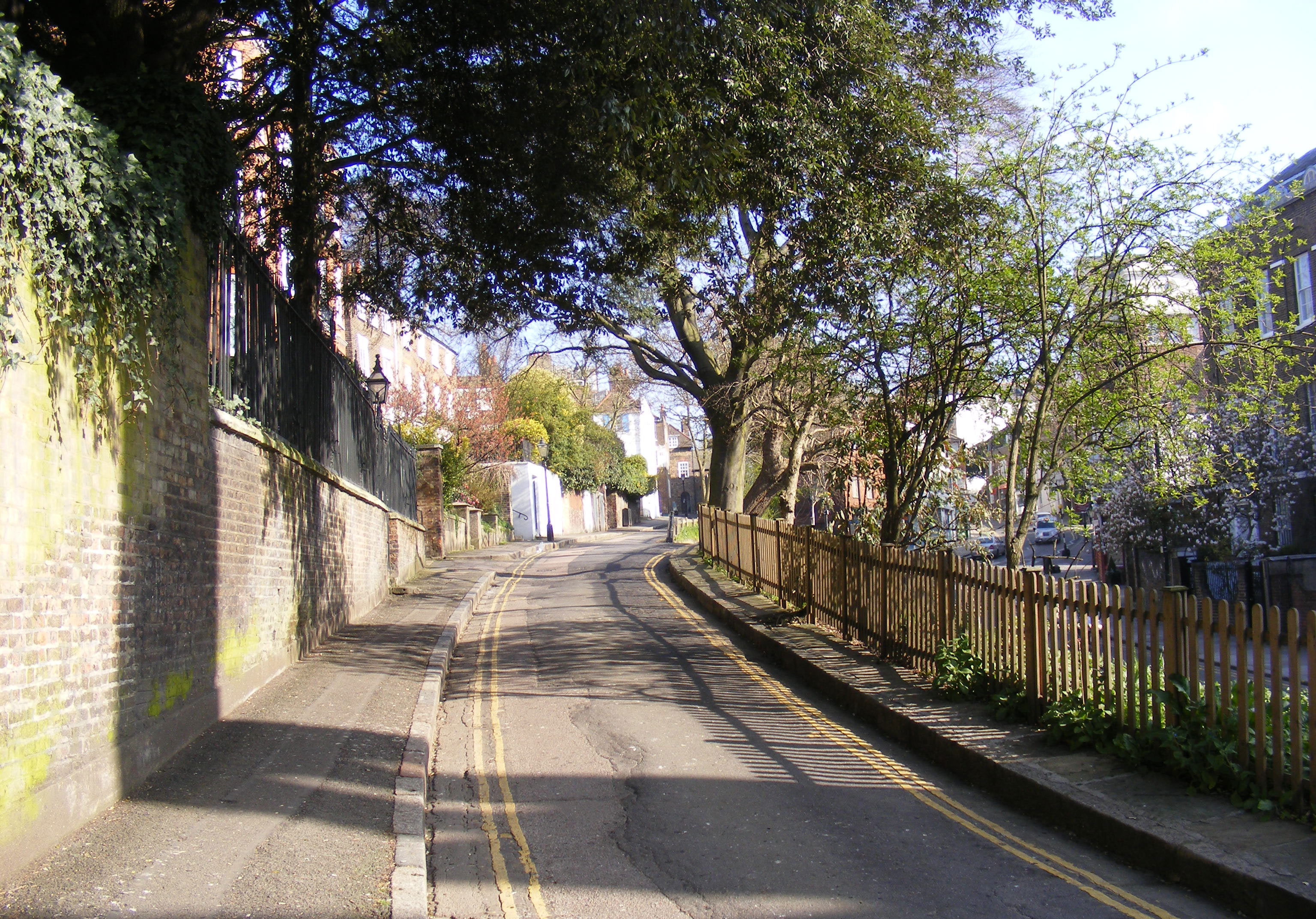
Khung cảnh ban ngày hiện tại của địa điểm được sử dụng cho bức tranh Madox Brown on The Mount, ngay gần Heath St

### Thế kỷ 20
Vào thế kỷ 20, một số công trình kiến trúc đáng chú ý đã được kiến tạo bao gồm:
- Ga tàu điện ngầm Hampstead (1907), ga sâu nhất trên mạng lưới tàu điện ngầm
- Tòa nhà Isokon (1932)
- Khu biệt thự dân cư Hillfield Court (1932)
- 2 Willow Road (1938)
- Thư viện Swiss Cottage Central Library (1964)
- Bệnh viện Royal Free Hospital (giữa những năm 1970)

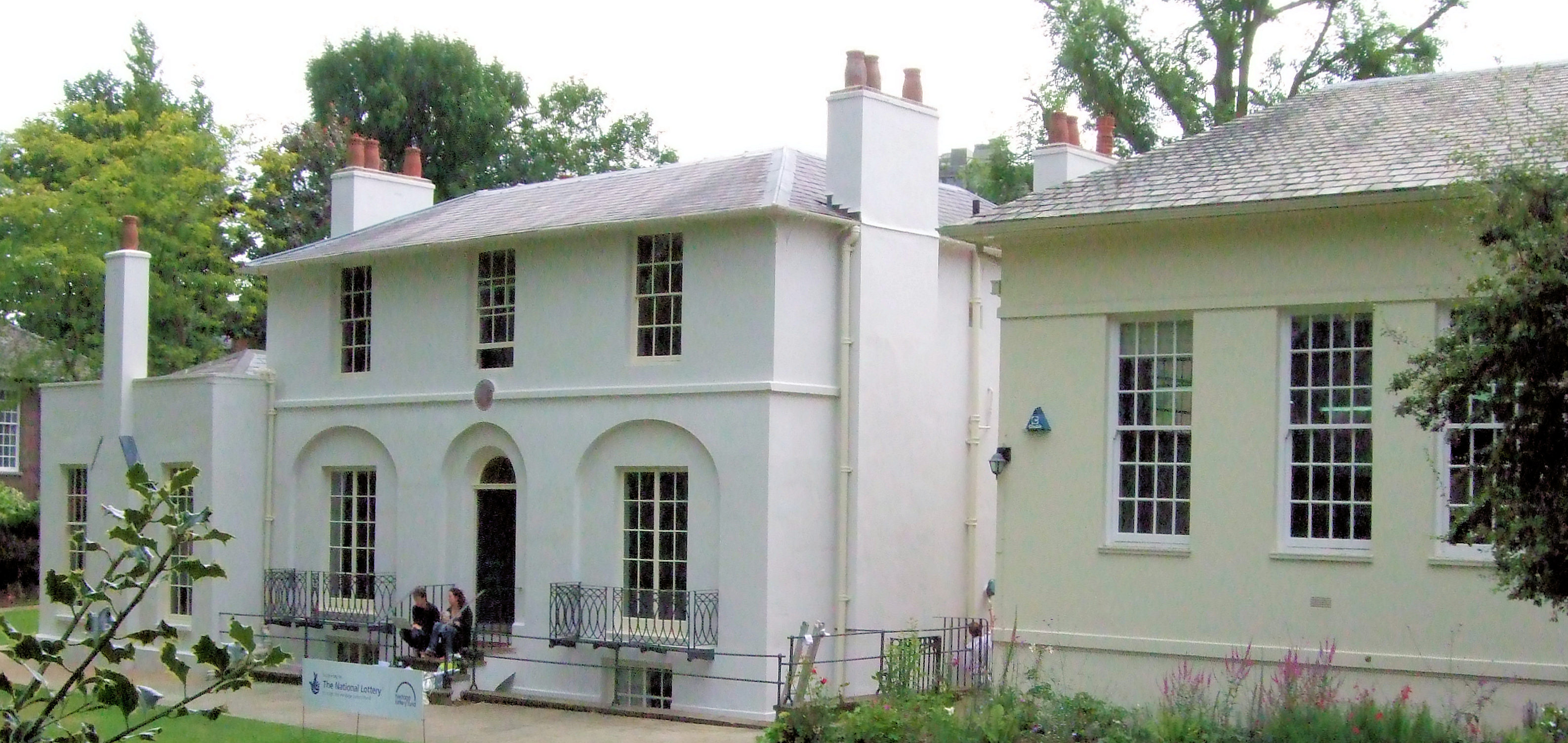
Địa điểm Keats House, Hampstead, nơi nhà thơ John Keats sáng tác bài thơ Ode to a Nightingale

Các điểm tham quan văn hóa trong khu vực bao gồm Bảo tàng Freud, Nhà Keats, Nhà Kenwood, Nhà Fenton, tòa nhà Isokon, Nhà Burgh (nơi cũng có Bảo tàng Hampstead) và Trung tâm Nghệ thuật Camden. Tòa thị chính Hampstead lớn thời Victoria gần đây đã được chuyển đổi và mở rộng như một trung tâm nghệ thuật.
Ngày 14 tháng 8 năm 1975, Hampstead đã lọt vào Kỷ lục Thời tiết của Vương quốc Anh với tổng lượng mưa cao nhất trong 155 phút là 169 mm. Tính đến tháng 11 năm 2008, kỷ lục này vẫn còn.
Giá trung bình của một bất động sản ở Hampstead là £1.5 triệu bảng Anh vào năm 2018.